# غريغوري ستوك
غريغوري ستوك (بالإنجليزية: Gregory Stock)‏ هو فيزيائي ومؤلف وكاتب أمريكي، ولد في 1949.